# Wereldkampioenschappen moderne vijfkamp 1988
De wereldkampioenschappen moderne vijfkamp 1988 werden gehouden voor vrouwen in Warschau Polen. Er stonden twee onderdelen op het programma voor vrouwen. De mannen streden in Seoel om olympische medailles.

## Medailles

### Vrouwen
| Onderdeel   | Goud | Goud                                     | Zilver | Zilver                                                    | Brons | Brons                                                         |
| ----------- | ---- | ---------------------------------------- | ------ | --------------------------------------------------------- | ----- | ------------------------------------------------------------- |
| Individueel | POL  | Dorota Idzi                              | URS    | Irina Kiseljova                                           | FRA   | Caroline Delemer                                              |
| Team        | POL  | Dorota Idzi Anna Sulima Iwona Kowalewska | ITA    | Barbara Boccolari Fabrizia Alessandrini Emanuella Gabella | FRA   | Sophie Moressée-Pichot Caroline Delemer Nathalie Hugenschmitt |

### Medaillespiegel
| Plaats | Land        | Goud | Zilver | Brons | Totaal |
| 1      | Polen       | 2    | 0      | 0     | 2      |
| 2      | Sovjet-Unie | 0    | 1      | 0     | 1      |
| 2      | Italië      | 0    | 1      | 0     | 1      |
| 4      | Frankrijk   | 0    | 0      | 2     | 2      |
| Totaal | Totaal      | 2    | 2      | 2     | 6      |